# Teach Me How to Dance with You
"Teach Me How to Dance with You" is een nummer van de Nederlandse band Causes. Het nummer verscheen op hun debuutalbum Under Bridges That You Built for Me uit 2016. Op 17 oktober 2014 werd het nummer uitgebracht als de debuutsingle van de groep.

## Achtergrond
"Teach Me How to Dance with You" is geschreven door zanger Rupert Blackman en gitarist Jan Schröder en geproduceerd door Ian Grimble. Volgens Blackman was het nummer snel geschreven. Hij vertelde hierover: "Het refrein 'Teach me how to dance with you' was echt in vijf seconden geschreven. Het hele nummer hadden we diezelfde dag nog af, maar de melodie hadden we echt in een paar seconden. Gitarist Jan was in de studio de melodie aan het spelen toen ik binnen kwam, daarop begon ik te zingen 'Teach me how to dance...'. Het klonk gewoon meteen goed!"
Volgens Blackman was "Teach Me How to Dance with You" slechts bedoeld als introductie voor de band. Desondanks heeft de single de status van dubbel platina gehaald. De single bereikte in Nederland de negentiende plaats in de Top 40 en de 21e plaats in de Single Top 100. Daarnaast kwam het in Vlaanderen op de tweede positie van de "Bubbling Under"-lijst met tips voor de Ultratop 50.

## Hitnoteringen

### Nederlandse Top 40
| Hitnotering: 21-02-2015 t/m 25-04-2015 | Hitnotering: 21-02-2015 t/m 25-04-2015 | Hitnotering: 21-02-2015 t/m 25-04-2015 | Hitnotering: 21-02-2015 t/m 25-04-2015 | Hitnotering: 21-02-2015 t/m 25-04-2015 | Hitnotering: 21-02-2015 t/m 25-04-2015 | Hitnotering: 21-02-2015 t/m 25-04-2015 | Hitnotering: 21-02-2015 t/m 25-04-2015 | Hitnotering: 21-02-2015 t/m 25-04-2015 | Hitnotering: 21-02-2015 t/m 25-04-2015 | Hitnotering: 21-02-2015 t/m 25-04-2015 | Hitnotering: 21-02-2015 t/m 25-04-2015 |
| Week                                   | 1                                      | 2                                      | 3                                      | 4                                      | 5                                      | 6                                      | 7                                      | 8                                      | 9                                      | 10                                     |                                        |
| -------------------------------------- | -------------------------------------- | -------------------------------------- | -------------------------------------- | -------------------------------------- | -------------------------------------- | -------------------------------------- | -------------------------------------- | -------------------------------------- | -------------------------------------- | -------------------------------------- | -------------------------------------- |
| Positie                                | 28                                     | 26                                     | 27                                     | 22                                     | 20                                     | 19                                     | 20                                     | 28                                     | 30                                     | 38                                     | uit                                    |

### Single Top 100
| Hitnotering: 07-02-2015 t/m 20-06-2015 | Hitnotering: 07-02-2015 t/m 20-06-2015 | Hitnotering: 07-02-2015 t/m 20-06-2015 | Hitnotering: 07-02-2015 t/m 20-06-2015 | Hitnotering: 07-02-2015 t/m 20-06-2015 | Hitnotering: 07-02-2015 t/m 20-06-2015 | Hitnotering: 07-02-2015 t/m 20-06-2015 | Hitnotering: 07-02-2015 t/m 20-06-2015 | Hitnotering: 07-02-2015 t/m 20-06-2015 | Hitnotering: 07-02-2015 t/m 20-06-2015 | Hitnotering: 07-02-2015 t/m 20-06-2015 | Hitnotering: 07-02-2015 t/m 20-06-2015 | Hitnotering: 07-02-2015 t/m 20-06-2015 | Hitnotering: 07-02-2015 t/m 20-06-2015 | Hitnotering: 07-02-2015 t/m 20-06-2015 | Hitnotering: 07-02-2015 t/m 20-06-2015 | Hitnotering: 07-02-2015 t/m 20-06-2015 | Hitnotering: 07-02-2015 t/m 20-06-2015 | Hitnotering: 07-02-2015 t/m 20-06-2015 | Hitnotering: 07-02-2015 t/m 20-06-2015 | Hitnotering: 07-02-2015 t/m 20-06-2015 | Hitnotering: 07-02-2015 t/m 20-06-2015 |
| Week                                   | 1                                      | 2                                      | 3                                      | 4                                      | 5                                      | 6                                      | 7                                      | 8                                      | 9                                      | 10                                     | 11                                     | 12                                     | 13                                     | 14                                     | 15                                     | 16                                     | 17                                     | 18                                     | 19                                     | 20                                     |                                        |
| -------------------------------------- | -------------------------------------- | -------------------------------------- | -------------------------------------- | -------------------------------------- | -------------------------------------- | -------------------------------------- | -------------------------------------- | -------------------------------------- | -------------------------------------- | -------------------------------------- | -------------------------------------- | -------------------------------------- | -------------------------------------- | -------------------------------------- | -------------------------------------- | -------------------------------------- | -------------------------------------- | -------------------------------------- | -------------------------------------- | -------------------------------------- | -------------------------------------- |
| Positie                                | 96                                     | 46                                     | 48                                     | 41                                     | 35                                     | 28                                     | 26                                     | 21                                     | 26                                     | 30                                     | 38                                     | 40                                     | 37                                     | 42                                     | 58                                     | 69                                     | 80                                     | 90                                     | 84                                     | 97                                     | uit                                    |

### NPO Radio 2 Top 2000
| Nummer met noteringen in de NPO Radio 2 Top 2000 | '15  | '16  | '17  |
| ------------------------------------------------ | ---- | ---- | ---- |
| Teach Me How to Dance with You                   | 1396 | 1589 | 1875 |

1. ↑  Een vetgedrukt getal geeft de hoogste notering aan.
2. ↑  2015 was het eerste jaar met een notering voor dit nummer.
3. ↑  Deze tabel is bijgewerkt tot en met de laatste editie (2024).